# Izrajiliwka
Izrajiliwka (ukr. Ізраїлівка) – przystanek kolejowy w miejscowości Hrabariwka, w rejonie mohylowskim, w obwodzie winnickim, na Ukrainie. Położony jest na linii Żmerynka – Mohylów Podolski – Ocnița.

## Historia
Stacja kolejowa powstała w 1892 na linii ze Żmerynki do Oknicy i przejścia granicznego z Austro-Węgrami w Nowosielicy, pomiędzy stacjami Wendyczany i Sulatyckaja. Nazwa pochodzi od dawnej nazwy wsi Hrabariwka. Przebudowana do przystanku w 2013.